# Chris Hemsworth
Christopher Hemsworth (Melbourne, 1983. augusztus 11. –) ausztrál színész.
Az Otthonunk (2004–2007) című ausztrál sorozat tette ismertté, majd 2009-ben szerepet kapott a Star Trek és a Pokoli édenkert című hollywoodi filmekben. Ezt követően feltűnt a Hófehér és a vadász (2012), a Ház az erdő mélyén (2012), a Vörös hajnal (2012), a Hajsza a győzelemért (2013), a Blackhat (2015), A tenger szívében (2015), a Szellemirtók (2016) és a Men in Black – Sötét zsaruk a Föld körül (2019) című filmekben. Legújabb, 2020-as filmjét a Netflix mutatta be Tyler Rake: A kimenekítés címmel.
A legnagyobb bevételi sikert hozó szerepe Thor volt a Marvel-moziuniverzum filmjeiben: Thor (2011), Bosszúállók (2012), Thor: Sötét világ (2013), Bosszúállók: Ultron kora (2015), Thor: Ragnarök (2017), Bosszúállók: Végtelen háború (2018) és Bosszúállók: Végjáték (2019). A filmes sorozatnak köszönhetően Hemsworth a világ egyik legjobban fizetett férfiszínészévé vált.
2010 óta Elsa Pataky színésznő férje, három gyermekük született. Testvérei, Luke és Liam Hemsworth szintén színészek.

## Fiatalkora és családja
Chris Hemsworth Melbourne-ben született. Édesanyja tanár, édesapja szociális tanácsadó. Három fiúgyermek közül ő a középső. Bátyja Luke és öccse Liam szintén színészek.
Gyerekkorának egy részét a nagyvárosban, másik részét az Északi területen, egy kis bennszülött közösségben, Bulmanban krokodilok és bivalyok között töltötte. Néhány évvel később a család az Ausztráliához tartozó Phillip-szigetre költözött.

## Pályafutása
Színészi pályáját 2002-ben kisebb televíziós sorozatokban kezdte meg. 2004-től 2007-ig az Otthonunk című sorozatban szerepelt. Filmes karrierje 2009-ben indult el. Ekkor kapta meg első hollywoodi szerepét a Star Trekben. 2010-ben már főszerepet játszott Sean Bean oldalán a Ca$h - A visszajáró című amerikai krimiben. 
2011-ben a Marvel-képregény alapján, Kenneth Branagh rendezésében készült Thor főszerepét játszhatta el. 2012-ben szintén Thor szerepében tűnt fel a Bosszúállókban. Ugyanebben az évben készült el a Hófehér és a vadász, amiben Kristen Stewart és Charlize Theron partnere.
Főszerepet játszott a 2013-ban bemutatott Hajsza a győzelemért című filmben ahol James Huntot alakította.
2024. május 23-án csillagot kapott a Hollywood Walk of Fame-en.

## Magánélete
2010-ben feleségül vette Elsa Pataky színésznőt, akivel 2012 májusában megszületett első közös gyermekük, egy kislány, India Rose, majd 2014 májusában megszülettek ikreik, Tristan és Sasha.
2012-ben a magyar Periodika Magazin olvasói a világ legszexisebb élő férfijának választották.  Archiválva 2016. március 4-i dátummal a Wayback Machine-ben 

## Filmográfia

### Film
| Év   | Magyar cím                               | Eredeti cím                 | Szerep                                | Magyar hang     | Rendező                   |
| ---- | ---------------------------------------- | --------------------------- | ------------------------------------- | --------------- | ------------------------- |
| 2009 | Star Trek                                | Star Trek                   | George Kirk                           | Zöld Csaba      | J. J. Abrams (1.)         |
| 2009 | Pokoli édenkert                          | A Perfect Getaway           | Kale                                  | Horváth Gergely | David Twohy               |
| 2010 | Ca$h – A visszajáró                      | Ca$h                        | Sam Phelan                            | Markovics Tamás | Stephen Milburn Anderson  |
| 2011 | Thor                                     | Thor                        | Thor                                  | Nagy Ervin      | Kenneth Branagh           |
| 2012 | Bosszúállók                              | The Avengers                | Thor                                  | Nagy Ervin      | Joss Whedon (1.)          |
| 2012 | Ház az erdő mélyén                       | The Cabin in the Woods      | Curt Vaughan                          | Zöld Csaba      | Drew Goddard (1.)         |
| 2012 | Hófehér és a vadász                      | Snow White and the Huntsman | Eric, a Vadász                        | Nagy Ervin      | Rupert Sanders            |
| 2012 | Vörös hajnal                             | Red Dawn                    | Jed Eckert                            | Kisfalusi Lehel | Dan Bradley               |
| 2013 | Star Trek – Sötétségben                  | Star Trek Into Darkness     | George Kirk (hangja)                  | Zöld Csaba      | J. J. Abrams (2.)         |
| 2013 | Hajsza a győzelemért                     | Rush                        | James Hunt                            | Nagy Ervin      | Ron Howard (1.)           |
| 2013 | Thor: Sötét világ                        | Thor: The Dark World        | Thor                                  | Nagy Ervin      | Alan Taylor               |
| 2015 | Bosszúállók: Ultron kora                 | Avengers: Age of Ultron     | Thor                                  | Nagy Ervin      | Joss Whedon (2.)          |
| 2015 | Blackhat                                 | Blackhat                    | Nicholas Hathaway                     | Nagy Ervin      | Michael Mann              |
| 2015 | Vakáció                                  | Vacation                    | Stone Crandall                        | Nagy Ervin      | John Francis Daley        |
| 2015 | A tenger szívében                        | Heart of the Sea            | Owen Chase                            | Nagy Ervin      | Ron Howard (2.)           |
| 2016 | A Vadász és a Jégkirálynő                | The Huntsman: Winter's War  | Eric, a Vadász                        | Nagy Ervin      | Cedric Nicolas-Troyan     |
| 2016 | Szellemirtók                             | Ghostbusters                | Kevin Beckman                         | Nagy Ervin      | Paul Feig                 |
| 2016 | Doctor Strange                           | Doctor Strange              | Thor (cameo)                          | Nagy Ervin      | Scott Derrickson          |
| 2017 | Thor: Ragnarök                           | Thor: Ragnarok              | Thor                                  | Nagy Ervin      | Taika Waititi (1.)        |
| 2018 | 12 katona                                | 12 Strong                   | Mitch Nelson kapitány                 | Zöld Csaba      | Nicolai Fuglsig           |
| 2018 | Húzós éjszaka az El Royale-ban           | Bad Times at the El Royale  | Billy Lee                             | Nagy Ervin      | Drew Goddard (2.)         |
| 2018 | Bosszúállók: Végtelen háború             | Avengers: Infinity War      | Thor                                  | Nagy Ervin      | Anthony és Joe Russo (1.) |
| 2019 | Bosszúállók: Végjáték                    | Avengers: Endgame           | Thor                                  | Nagy Ervin      | Anthony és Joe Russo (2.) |
| 2019 | Men in Black – Sötét zsaruk a Föld körül | Men in Black International  | Henry / H ügynök                      | Nagy Ervin      | F. Gary Gray              |
| 2019 | Jay és Néma Bob Reboot                   | Jay and Silent Bob Reboot   | önmaga                                |                 | Kevin Smith               |
| 2020 | Tyler Rake: A kimenekítés                | Extraction                  | Tyler Rake                            | Nagy Ervin      | Sam Hargrave (1.)         |
| 2022 | Az elfogás                               | Interceptor                 | TV eladó (cameo)                      | Varga Rókus     | Matthew Reilly            |
| 2022 | A pók feje                               | Spiderhead                  | Steve Abnesti                         | Nagy Ervin      | Joseph Kosinski           |
| 2022 | Thor: Szerelem és mennydörgés            | Thor: Love and Thunder      | Thor                                  | Nagy Ervin      | Taika Waititi (2.)        |
| 2023 | Tyler Rake: A kimenekítés 2.             | Extraction 2                | Tyler Rake                            | Nagy Ervin      | Sam Hargrave (2.)         |
| 2024 | Furiosa: Történet a Mad Maxből           | Furiosa: A Mad Max Saga     | Dementus hadúr                        | Nagy Ervin      | George Miller             |
| 2024 | Transformers Egy                         | Transformers One            | Orion Pax / Optimusz fővezér (hangja) | Makranczi Zalán | Josh Cooley               |
| 2026 |                                          | Avengers: Doomsday          | Thor                                  | Nagy Ervin      | Anthony és Joe Russo (3.) |

### Televízió
| Év        | Magyar cím                             | Eredeti cím                    | Szerep         | Megjegyzések                                                                     |
| --------- | -------------------------------------- | ------------------------------ | -------------- | -------------------------------------------------------------------------------- |
| 2002      |                                        | Guinevere Jones                | Artúr király   | 2 epizód                                                                         |
| 2002      | Szomszédok                             | Neighbours                     | Jamie Kane     | 1 epizód                                                                         |
| 2002      |                                        | Marshall Law                   | A Kölyök       | 1 epizód                                                                         |
| 2003      | A Nyereg Klub (Fenyvesvölgyi kalandok) | The Saddle Club                | új állatorvos  | 1 epizód                                                                         |
| 2004      |                                        | Fergus McPhail                 | Craig          | 1 epizód                                                                         |
| 2004–2007 | Otthonunk                              | Home and Away                  | Kim Hyde       | - 189 epizód - magyar hangja: - Markovics Tamás (1. hang) - Előd Álmos (2. hang) |
| 2006      |                                        | Dancing with the Stars         | önmaga         | versenyző                                                                        |
| 2015      | Saturday Night Live                    | Saturday Night Live            | házigazda      | 2 epizód                                                                         |
| 2021      | Loki                                   | Loki                           | Throg (hangja) | 1 epizód                                                                         |
|           | Shark Beach With Chris Hemsworth       | önmaga                         | különkiadás    |                                                                                  |
| 2021–2024 | Mi lenne, ha…?                         | What If...?                    | Thor (hangja)  | - 5 epizód - magyar hangja: - Nagy Ervin                                         |
| 2022      |                                        | Limitless With Chris Hemsworth | önmaga         | különkiadás                                                                      |

### Videójátékok
| Év   | Cím                  | Szerep                 |
| ---- | -------------------- | ---------------------- |
| 2011 | Thor: God of Thunder | Thor (hangja)          |
| 2016 | Ghostbusters         | Kevin Beckman (hangja) |

## Fordítás
- Ez a szócikk részben vagy egészben  a   Chris Hemsworth című angol Wikipédia-szócikk fordításán alapul.  Az eredeti cikk szerkesztőit annak laptörténete sorolja fel. Ez a jelzés csupán a megfogalmazás eredetét és a szerzői jogokat jelzi, nem szolgál a cikkben szereplő információk forrásmegjelöléseként.